# Ophrys apicula
Ophrys apicula là một loài thực vật có hoa trong họ Lan. Loài này được J.C.Schmidt ex Rchb.f. mô tả khoa học đầu tiên năm 1851.